# Igra (aktivnost)
Igra je opseg intrinzično motivisanih aktivnosti za rekreativno zadovoljstvo i uživanje. Igra se obično povezuje sa aktivnostima dečijeg i maloletničkog nivoa, mada igra se dešava u bilo kojoj životnoj fazi, a među ostalim životinjama sa višim funkcijama, poput sisara.
Mnogi ugledni istraživači u oblasti psihologije, uključujući Melaniju Klajn, Žan Pijažea, Vilijama Džejmsa, Sigmunda Frojda, Karla Janga i Leva Vigotskog, gledali su na igru kao ograničenu na ljudsku vrstu, verujući da je igra važna za ljudski razvoj i koristili su različite istraživačke metode za dokazivanje svojih teorija.
Igra se često tumači kao neozbiljna; mada igrač može biti veoma usmeren na svoj cilj, posebno kada je igranje strukturirano i orijentisano na ciljeve, kao u takmičarskoj igri. Prema tome, igra se može kretati od opuštene, slobodne i spontane, preko neozbiljne do planirane ili čak kompulzivne. Igra nije samo zabavna aktivnost; ona ima potencijal da služi kao važno sredstvo u brojnim aspektima svakodnevnog života adolescenata, odraslih i kognitivno naprednih čoveku sličnih vrsta (poput primata). Igra ne samo što promoviše i pomaže u fizičkom razviću (kao što je koordinacija ruke i oka), već takođe pomaže kognitivnom razvoju i socijalnim veštinama, pa čak može poslužiti i kao odskočna daska u svet integracije, što može biti vrlo stresan proces. Igra je nešto u čemu učestvuje većina dece, ali način na koji se igra izvršava je različit između kultura i način na koji se deca upuštaju u igru, univerzalno varira.

## Definicije
Seminalni tekst iz oblasti studija igre je knjiga Homo Ludens koja je prvi put objavljena 1944. godine, čemu je sledilo nekoliko izdanja, u kojoj Johan Hejzing definiše igru na sledeći način:‍:13
„Rezimirajući formalnu karakteristiku igre, mogli bismo je nazvati slobodnom aktivnošću koja prilično svesno stoji izvan običnog života kao „neozbiljna”, a istovremeno apsorbuje igrača intenzivno i potpuno. To je aktivnost nepovezana sa materijalnim interesom, i od nje se ne može dobiti profit. Ona se odvija unutar sopstvenih granica vremena i prostora prema fiksnim i uređenim pravilima. Ona promoviše formiranje društvenih grupacija koje imaju tendenciju da se okruže tajnošću i da prikrivanjem ili drugim sredstvima potenciraju razliku od uobičajenog sveta.”
Ova definicija igre kao konstituvno zasebne i nezavisne sfere ljudske aktivnosti ponekad se naziva pojmom igre „magičnog kruga”, frazom koja se takođe pripisuje Hejzingu. Postoje mnoge druge definicije. Žan Pijaže je izjavio, „mnoge teorije igre izložene u prošlosti jasan su dokaz da je fenomen teško razumeti.”
Postoje višestruki aspekati igre na koje se ljudi usredsređuju pri njenom definisanju. Jedna definicija iz knjige Psihologije igre Suzan Milar navodi da je igra: „svaka svrsishodna mentalna ili fizička aktivnost koja se izvodi pojedinačno ili grupno u slobodno vreme ili na poslu radi uživanja, opuštanja i zadovoljstva u realnom vremenu ili dugoročnih potreba”. Ova definicija posebno naglašava uslove i koristi koje se mogu steći određenim radnjama ili aktivnostima vezanim za igru. Druge definicije se usredsređuju na igru kao aktivnost koja mora slediti određene karakteristike, uključujući spremnost na angažovanje, neizvesnost ishoda i produktivnost aktivnosti u društvu.
Još jedna definicija igre iz dvadeset prvog veka dolazi od Nacionalnog udruženja igrališta (engl. National Playing Fields Association - NPFA). Definicija glasi: „igra je slobodno izabrano, lično usmereno, intrinzično motivirano ponašanje koje aktivno uključuje dete.” Ova se definicija u većoj meri stavlja fokus na dečiju slobodu izbora i ličnu motivaciju vezanu za neku aktivnost.

## Sportovi
Sportske aktivnosti su jedan od najuniverzalnijih oblika igre. Različiti kontinenti imaju svoje popularne/dominantne sportove. Na primer, evropske, južnoameričke i afričke zemlje uživaju u fudbalu, dok severnoameričke zemlje preferiraju košarku, hokej na ledu, bejzbol ili američki fudbal. U Aziji se sportovi poput stonog tenisa i badmintona se igraju profesionalno; međutim fudbal i košarka se igraju među običnim ljudima, a kriket je popularan u Južnoj Aziji. Događaji kao što su Olimpijske igre i FIFA Svetsko prvenstvo prikazuju zemlje koje se međusobno takmiče i prenose se širom sveta. Sport se može igrati kao slobodna aktivnost ili u okviru takmičenja. Prema sociologu Norbertu Elijasu; to je važan deo „civilizacionog procesa“. Pobede i porazi u sportu mogu uticati na nečije emocije do tačke u kojoj se sve ostalo čini nebitnim. Ljubitelji sporta takođe mogu da zamisle kakav je osećaj igrati za svoj omiljeni tim. Osećanja ljudi mogu biti toliko nadrealna da utiču na njihove emocije i ponašanje.

### Prednosti u mladosti
Sport mladih može dati pozitivan ishod za razvoj mladih. Istraživanja pokazuju da su adolescenti motivisani i više angažovani u sportu od bilo koje druge aktivnosti, i ovi uslovi predviđaju bogatiji lični i međuljudski razvoj. Anksioznost, depresija i gojaznost mogu proizaći iz nedostatka aktivnosti i društvene interakcije. Postoji velika korelacija između količine vremena koje mladi provode baveći se sportom i efekata fizičkih (npr. bolje opšte zdravlje), psiholoških (npr. subjektivno blagostanje), akademskih (npr. školske ocene) i društvenih beneficija (npr. sklapanje prijatelja). Elektronika se u proteklih 10 godina smatrala oblikom vremena za igru, ali istraživači su otkrili da većina elektronskih igrica dovodi do nedostatka motivacije, socijalne interakcije i može dovesti do gojaznosti. Igra je prvobitno zasnovana na ideji da deca koriste svoju kreativnost dok razvijaju svoju maštu, spretnost, fizičku, kognitivnu i emocionalnu snagu. Dramska igra je uobičajena kod mlađe dece.

### Nalazi istraživanja o prednostima kod mladih
Uz redovno učešće u raznim sportovima, deca mogu da se razviju i postanu veštija u raznim sportskim veštinama (uključujući, ali ne ograničavajući se na, skakanje, šutiranje, trčanje, bacanje, itd) ako je fokus na ovladavanju veštinama i razvoju. Mladi ljudi koji se bave sportom takođe razvijaju agilnost, koordinaciju, izdržljivost, fleksibilnost, brzinu i snagu. Tačnije, mladi sportisti mogu da razviju sledeće
- poboljšano funkcionisanje i zdravlje kardiorespiratornog i mišićnog sistema[14][15]
- poboljšana fleksibilnost, mobilnost i koordinacija[14][15]
- povećana izdržljivost i snaga[14][15]
- povećana verovatnoća održavanja težine[14][15]

Štaviše, istraživanja pokazuju da je redovno bavljenje sportom i fizičkom aktivnošću veoma povezano sa smanjenjem rizika od dijabetesa, srčanih bolesti, gojaznosti i drugih srodnih bolesti. Prema istraživanju Australijske inicijative za mentalno zdravlje u ranom detinjstvu, deci se može pomoći u suočavanju sa stresom i upravljanju njime razvijanjem osećaja optimizma kada se bave sportom. Mladi ljudi takođe imaju tendenciju da budu svesniji u pogledu ishrane kada se bave sportom Devojke koje se bave sportom imaju tendenciju da se povezuju sa manjim šansama za tinejdžersku trudnoću, počnu da puše i/ili razviju rak dojke. Mladi sportisti su pokazali niže nivoe ukupnog holesterola i druge povoljne profile u parametrima serumskih lipida povezanih sa kardiovaskularnim oboljenjima. Sport omogućava mladim ljudima da budu fizički aktivni i na taj način smanjuju vreme provedeno u sedećim aktivnostima, kao što su gledanje televizije i igranje video igrica.

## Literatura
- Caillois, R. (2001). Man, play, and games. Urbana and Chicago, University of Illinois Press (originally published in 1958; translated from the French by Meyer Barash).
- Encyclopedia: Play Science Scholarpedia
- Huizinga, J. (1955). Homo ludens; a study of the play-element in culture. Boston: Beacon Press.
- Jenkinson, Sally (2001). The Genius of Play. Hawthorn Press
- Sutton-Smith, B. (1997). The ambiguity of play. Cambridge: Harvard University Press.
- Burghardt, Gordon M. The Genesis of Animal Play: Testing the Limits
- Wenner, M. (2009). "The Serious Need for Play" – Free, imaginative play is crucial for normal social, emotional and cognitive development. It makes us better adjusted, smarter and less stressed, Scientific American.
- Nachmanovitch, Stephen (1972). „Ends, means, and galumphing: some leitmotifs of play”. American Anthropologist. 75: 1.
- Nachmanovitch, Stephen (as Stephen Miller) (1974). "Play and the nature or pretense" Rice University Studies (July 1974).
- Gray, P. (2009). „Play as a Foundation for Hunter-Gatherer Social Existence” (PDF). American Journal of Play. 1 (4): 476—522. ISSN 1938-0399. ERIC #EJ1069037.
- Gray, P. (2013). Free to Learn: Why Unleashing the Instinct to Play Will Make Our Children Happier, More Self-Reliant, and Better Students for Life
- Gray, P. (2008–2009). "Social Play and the Genesis of Democracy", "The Value of Play I: The Definition of Play Provides Clues to Its Purposes", "The Value of Play II: How Play Promotes Reasoning in Children and Adults", "The Value of Play III: Children Use Play to Confront, not Avoid, Life's Challenges and Even Life's Horrors", "The Value of Play IV: Play is Nature's Way of Teaching Us New Skills", "How to Ruin Children's Play: Supervise, Praise, Intervene", Psychology Today.
- Howard Taras, (2009). Journal of School Health. Physical Activity and School Performance. 75 (6), pp. 214–218
- Kortmulder, Koenraad (1998). Play and Evolution: Second Thoughts on the Behaviour of Animals. ISBN 978-90-5727-013-0.
- Piaget, J. (1962). Play, dreams and imitation (Vol. 24). New York: Norton
- Bateson, Gregory. (1955). A theory of play and fantasy. Psychiatric research reports,2(39), 39-51. Reprinted in Steps to an Ecology of Mind, 1972. Chandler, and 2000, University of Chicago Press.
- Stebbins, Robert A. (2015). The Interrelationship of Leisure and Play: Play as Leisure, Leisure as Play. Houndmills, UK: Palgrave Macmillan.
- Wästerfors, David (2016). „Playfights as Trouble and Respite”. Journal of Contemporary Ethnography. 45 (2): 168—197. doi:10.1177/0891241614554087.